# Capilla de Mosén Rubí
La capilla de Mosén Rubí es un templo católico de España localizado en la ciudad de Ávila, perteneciente a la provincia homónima, comunidad autónoma de Castilla y León. Fue declarada Bien de Interés Cultural con la categoría de monumento el 13 de junio de 1991. Recibió su nombre en honor a Mosén Rubí de Bracamonte, señor de Fuentesol.

## Descripción

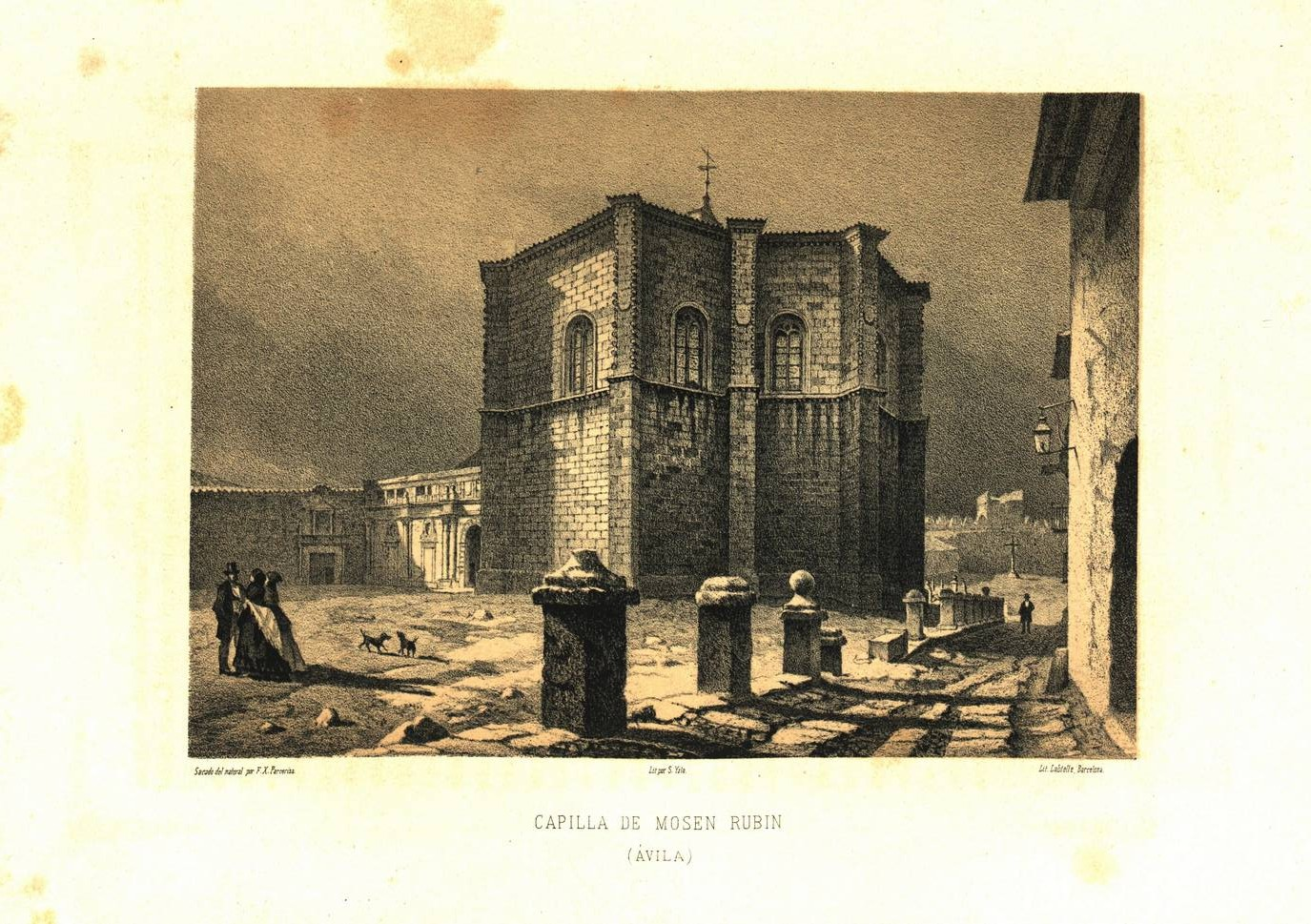
Grabado de Francisco Javier Parcerisa de 1865.

El edificio, inicialmente adscrito a un estilo gótico tardío, cuenta con una planta de cruz griega. Durante la segunda mitad del siglo xvi, el edificio fue remodelado empleando el estilo manierista. Existen autores que defienden que el templo presenta una gran cantidad de elementos inconfundiblemente francmasones.